# 米庫利欽
48°23′35″N 24°36′7″E / 48.39306°N 24.60194°E

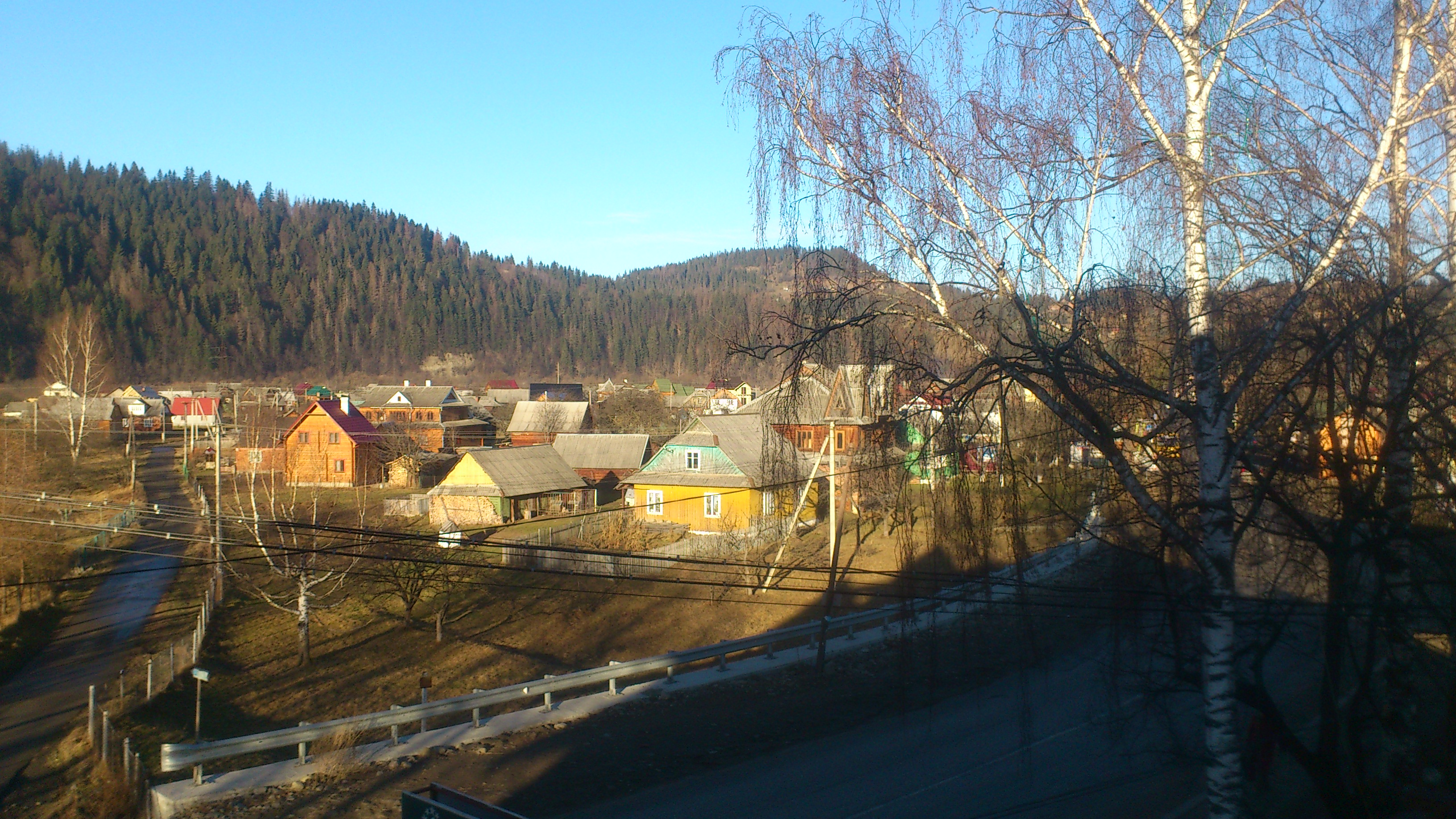

米庫利欽（烏克蘭語：Микуличин），是烏克蘭的村落，位於該國西部伊萬諾-弗蘭科夫斯克州，處於普魯特河畔，分別距離亞雷姆切6公里和伊萬諾-弗蘭科夫斯克58公里，面積13.85平方公里，2001年人口4,961。